# سیدی زهار
سیدی زهار (به عربی: سيدي زهار) یک شهرداری در الجزایر است که در استان مدیه واقع شده‌است. سیدی زهار ۸٬۰۱۸ نفر جمعیت دارد.